# Branko Rašović
Branko Rašović (srbskou cyrilicí Бранко Рашовић; 11. dubna 1942, Podgorica – 11. října 2024, Bělehrad) byl jugoslávský fotbalista srbské národnosti, obránce.

## Fotbalová kariéra
V jugoslávské lize hrál Budućnost Titograd a Partizan Bělehrad, nastoupil ve 112 ligových utkáních a Partizanem získal v roce 1965 mistrovský titul. V německé bundeslize hrál za Borussii Dortmund, nastoupil v 79 ligových utkáních. V Poháru mistrů evropských zemí nastoupil v 9 utkáních a ve Veletržním poháru nastoupil v 1 utkání a dal 1 gól. Za reprezentaci Jugoslávie nastoupil v letech 1964–1967 v 10 utkáních. 

## Ligová bilance
| Ročník                                    | Zápasy | Góly | Klub               |
| ----------------------------------------- | ------ | ---- | ------------------ |
| Jugoslávská Prva liga 1962/1963           | 22     | 0    | Budućnost Titograd |
| Druga savezna liga Jugoslavije 1963/1964  | -      | -    | Budućnost Titograd |
| Jugoslávská Prva liga 1964/1965           | 17     | 0    | Partizan Bělehrad  |
| Jugoslávská Prva liga 1965/1966           | 21     | 0    | Partizan Bělehrad  |
| Jugoslávská Prva liga 1966/1967           | 24     | 0    | Partizan Bělehrad  |
| Jugoslávská Prva liga 1967/1968           | 6      | 0    | Partizan Bělehrad  |
| Jugoslávská Prva liga 1968/1969           | 22     | 0    | Partizan Bělehrad  |
| Německá fotbalová Bundesliga 1969/1970    | 15     | 0    | Borussia Dortmund  |
| Německá fotbalová Bundesliga 1970/1971    | 31     | 0    | Borussia Dortmund  |
| Německá fotbalová Bundesliga 1971/1972    | 33     | 0    | Borussia Dortmund  |
| 2. německá fotbalová Bundesliga 1972/1973 | 10     | 0    | Borussia Dortmund  |
| 2. německá fotbalová Bundesliga 1973/1974 | 20     | 0    | Borussia Dortmund  |
| CELKEM Jugoslávská Prva liga              | 112    | 0    |                    |
| CELKEM Německá fotbalová Bundesliga       | 79     | 0    |                    |